# Tmemolophus
Tmemolophus is een geslacht van uitgestorven kreeftachtigen uit de klasse van de Ostracoda (mosselkreeftjes).

## Soorten
- Tmemolophus ftrilobatus Lethiers, 1970 †
- Tmemolophus margarotus Kesling, 1953 †
- Tmemolophus medius Sun (Quan-Ying), 1987 †